# ラリーサ・カードチュニコヴァ
ラリーサ・ヴァレンチーノヴナ・カードチュニコヴァ（ロシア語：Лариса Валентиновна Кадочниковаラリーサ・ヴァリンチーナヴナ・カーダチュニカヴァ：ラルィーサ・ヴァレントィーニウナ・カードチュニコヴァ、ウクライナ語:Лариса Валентинівна Кадочниковаラルィーサ・ヴァレントィーニウナ・カードチュニコヴァ、1937年8月30日 - ）はモスクワ出身のソ連、ロシア、ウクライナの舞台・映画女優である。

## 概要
ラリーサ・カードチュニコヴァは、ロシア・ソヴィエト連邦社会主義共和国の首都モスクワで生まれた。母はウクライナ生まれの女優ニーナ・アリーソヴァで、のち母娘で映画の共演もしている。
1961年に全連邦国立映画大学(VGIK)を卒業、その年から1964年まで「現代人(ソヴレメンニク)」劇場に女優として勤めた。その後、ウクライナのキエフにあるO・P・ドウジェーンコ記念キエフ映画撮影所で学んだ。1964年からは、レースャ・ウクラインカ記念ロシア・ドラマ劇場キエフ・アカデミーで女優を務めた。1991年にウクライナは独立し、それ以降ラリーサ・カードチュニコヴァはウクライナで女優活動を続けている。
ウクライナにおける文芸活動に対する評価としては、T・G・シェフチェンコ記念国家賞を受賞しており、ウクライナの人民女優の栄誉も受けている。

## フィルモグラフィー
- «Василий Суриков» (1959年)
- «Мичман Панин» (1960年)
- «Воскресение» (1960年 - 1961年)
- «Улица Ньютона, дом 1» (1963年、ロシア)
- «Тіні забутих предків» (1964年、ウクライナ) - 邦題『火の馬』
- «Время, вперед!» (1965年)
- «Криниця для спраглих» (1965年、ウクライナ)
- «Вечір на Івана Купала» (1968年、ウクライナ)
- «Комісари» (1969年、ウクライナ)
- «Білий птах з чорною ознакою» (1971年、ウクライナ)
- «Наперекір усьому» (1972年、ウクライナ)
- «Мріяти і жити» (1974年、ウクライナ)
- «На край света...» (1975年)
- «Припустимо - ти капітан...» (1976年、ウクライナ)
- «Море» (1978年、ウクライナ)
- «Хористка» (1978年)
- «Взлет» (1979年)
- «Черная курица, или Подземные жители» (1980年)
- «Історія одного кохання» (1981年、ウクライナ)
- «Кража» (1982年)
- «Киiвськi прохачi» (1992年、ウクライナ)
- «Четвертая группа» (2006年、ウクライナ)